# Стрешнев, Иван Фёдорович Большой
Иван Фёдорович Большой Стрешне́в (ум. 1684) — стольник (1636), окольничий (1654) и боярин (1676).

## Биография
Представитель дворянского рода Стрешневых. Второй сын боярина и воеводы Фёдора Степановича Стрешнева (ум. 1647). Братья — Степан и Иван Меньшой Стрешневы. Двоюродной брат царицы Евдокии Лукьяновны.
В 1636—1654 годах — стольник.
17 (27) марта 1654 года пожалован в окольничие, а в 1676 году в бояре. Как видно, он был комнатным стольником, потому что 4 (14) июня 1643 года, после кровопускания царю Михаилу Фёдоровичу:
...в полдни руда (т. е. кровь) вешана, весом стало фунт без четверти: и тое руду, при боярине при Феодоре Ивановиче Шереметеве, Иван Феодорович Большой Стрешнев, выкопав в саду против комнаты ямку, положил в землю.
Это поручение показывает, что Стрешнев пользовался большим доверием.
В 1644 году за «принос» золотых ширинок Михаилу Фёдоровичу и царевичу Алексею Михайловичу он получил из государевой мастерской палаты 260 рублей. Находиться в «поднощиках», то есть принимать для подношения царю, царице, царевичам и царевнам подарки разных лиц — было весьма выгодно, так как поднощикам было назначено государево жалованье: за золотой по рублю, а за ширинку по пяти рублей.
28 сентября (8 октября) 1645 года в день венчания на царство Алексея Михайловича, Стрешнев исполнял должность чашника. В 1654 и 1656 годах он участвовал в походах против польского короля Яна Казимира. В промежутке между двумя походами он перенёс большую неприятность: в его московском доме среди «челяди» появилась чума. Некоторые из высокопоставленных лиц, например, мать окольничих Ивана Михайловича и Матвея Милославских, не только не дала знать, что у неё в доме были больные чумой, но и утаила даже тогда, когда слух об этом дошёл до царицы Марии Ильиничны, которая очень встревожилась при появлении в Москве этой страшной эпидемии. Царь Алексей Михайлович велел объявить Милославским строгий выговор и, считая их заслуживающими смертной казни за утайку, ограничился тем, что разжаловал в московские дворяне. В указе об этом сказано:
A y которых в домах та болезнь с язвами объявилась и они про ту болезнь государыне царице извещали, окольничий князь Иван Ромодановский, Иван Стрешнев, и иные многие, и им то поставлено в похвалу, и указано им ехать в деревни свои.
В 1658—1662 годах Стрешнев был в Монастырском приказе.
В 1659 году иногда приезжал в Москву к товарищу боярину Π. Β. Шереметеву.
В 1660 году ему вручен именной указ о выдаче из Галицкой четверти стольникам, стряпчим и прочим, которым было велено быть на службе, жалование по 20 pублей на человека.
В 1664 году на него была возложена работа по сбору для Вязьмы и для Дорогобужа с помещиков Нижегородского, Арзамасского и Галицкого уездов вместо хлеба деньгами: вместо 1 четверти ржи и 1 четверти сухарей велено взять по 4 гривны с двора. Эта замена хлебного сбора денежным стала возможна потому, что подрядчики просили за провоз хлеба по 2 рубля с двора и даже дороже.
В 1668 года Стрешневу дана жалованная грамота на село Можары в Рязанском уезде.
В 1674 году он участвовал в крёстном ходе в Москве и в этом же году, во время похода царя по монастырям, оставлен у больших царевен.
18 (28) июня 1676 года принимал участие в торжественном венчании на царство Фёдора Алексеевича, где Стрешнев нёс царский скипетр с Казённого двора в Грановитую палату к царю, а оттуда в Успенский собор. А после молебна находился в числе тех лиц, которых патриарх Иоаким послал к царю сказать, что всё готово к венчанию. В том же 1676 году Стрешнев сопровождал царя Фёдора Алексеевича в Кашин, в Троице-Сергиев монастырь, в Александровскую слободу, в Переславль-Залесский и в Саввино-Сторожевский монастырь.

## Семья
Женой Ивана Фёдоровича была Анастасия Ивановна. П. В. Долгоруков в «Российской родословной книге» не указывал её фамилию, А. Б. Лобанов-Ростовский в «Русской родословной книге» перечислял её среди детей Ивана Фёдоровича Троекурова.
Дочь Евдокия Ивановна, замужем за князем Василием Васильевичем Голицыным.